# V.League 1 2016
La V.League 1 2016 (conocida como Toyota V.League 1 por razones de patrocinio) es la 33ra temporada de la V.League 1, la más alta división del fútbol en Vietnam. La temporada comenzó el 20 de febrero de 2016 y finalizará el 18 de septiembre de 2016.

## Equipos
El Ha Noi fue promovido despueś de ganar el campeonato de la V.League 2 2015. En abril de 2016, se mudó a la ciudad de Ho Chi Minh, y cambió su nombre a Sai Gon.

### Datos generales
| Equipo                | Ciudad      | Estadio           | Capacidad | Entrenador        |
| --------------------- | ----------- | ----------------- | --------- | ----------------- |
| Becamex Binh Duong FC | Thủ Dầu Một | Go Dau            | 18,250    | Nguyễn Thanh Sơn  |
| Dong Tam Long An FC   | Tân An      | Estadio Long An   | 19,975    | Ngô Quang Sang    |
| Dong Thap FC          | Đồng Tháp   | Estadio Cao Lanh  | 23,000    | Phạm Công Lộc     |
| Ha Noi T&T            | Ha Noi      | Hang Day          | 22,500    | Chu Đình Nghiêm   |
| Hai Phong FC          | Hai Phong   | Lạch Tray         | 28,000    | Trương Việt Hoàng |
| Hoang Anh Gia Lai FC  | Pleiku      | Estadio Pleiku    | 12,000    | Nguyễn Quốc Tuấn  |
| QNK Quang Nam FC      | Tam Kỳ      | Estadio Tam Ky    | 15,624    | Hoàng Văn Phúc    |
| Sai Gon FC            | Ho Chi Minh | Thong Nhat        | 22,000    | Nguyễn Đức Thắng  |
| Sanna Khanh Hoa FC    | Nha Trang   | Estadio Nha Trang | 25,000    | Võ Đình Tân       |
| SHB Da Nang FC        | Đà Nẵng     | Chi Lang          | 30,000    | Lê Huỳnh Đức      |
| Song Lam Nghe An      | Vinh        | Vihn              | 12,000    | Ngô Quang Trường  |
| Than Quang Ninh FC    | Quang Ninh  | Estadio Cam Pha   | 15,000    | Phan Thanh Hùng   |
| Thanh Hoa FC          | Thanh Hóa   | Estadio Thanh Hoa | 14,000    | Hoàng Thanh Tùng  |
| Can Tho FC            | Can Tho     | Estadio Can Tho   | 25,000    | Nguyễn Văn Sỹ     |

### Jugadores extranjeros
Los equipos de la V.League están habilitados para alinear dos jugadores foráneos y uno naturalizado
| Club               | Player 1            | Player 2            | Player 3      | Asia Player    |
| ------------------ | ------------------- | ------------------- | ------------- | -------------- |
| Becamex Bình Dương | Moses Oloya         | Nsi Amougou         | Henry Kisekka | Han Seung-yeop |
| FLC Thanh Hóa      | Ivan Firer          | Pape Omar Faye      |               |                |
| Hà Nội T&T         | Víctor Ormazábal    | Gonzalo Marronkle   | Loris Arnaud  |                |
| Hải Phòng          | Diego Fagan         | Errol Stevens       |               |                |
| Hoàng Anh Gia Lai  | Osmar Francisco     | Masaaki Ideguchi    |               |                |
| Long An            | Akanni-Sunday Wasiu | Franklin Clovis     |               |                |
| QNK Quang Nam      | Felix Ogbuke        | Suleiman Oladoja    |               |                |
| Sai Gon            | Jean-Eudes Maurice  | Andrew Mwesigwa     |               |                |
| Sanna Khanh Hoa    | Chaher Zarour       | Uche Iheruome       |               |                |
| Song Lam Nghe An   | Odah Marshal        | Baba Salia          |               |                |
| Da Nang            | Gastón Merlo        | Horace James        |               |                |
| Than Quang Ninh    | Rod Dyachenko       | George Bisan        |               |                |
| XSKT Can Tho       | Tambwe Patiyo       | Oseni Ganiyu Bolaji |               |                |
| Dong Thap          | Samson Kpenosen     | Marko Šimić         |               |                |

## Tabla de posiciones
|     | Equipos de fútbol | PJ | G  | E | P  | GF | GC | Dif | Pts |
| --- | ----------------- | -- | -- | - | -- | -- | -- | --- | --- |
| 01. | Hai Phong FC      | 16 | 10 | 4 | 2  | 28 | 14 | +14 | 34  |
| 02. | Thanh Hoa FC      | 16 | 9  | 2 | 5  | 34 | 24 | +10 | 29  |
| 03. | Da Nang FC        | 16 | 8  | 4 | 4  | 24 | 21 | +3  | 28  |
| 04. | Ha Noi T&T        | 16 | 8  | 2 | 6  | 31 | 24 | +7  | 26  |
| 05. | Than Quang Ninh   | 16 | 8  | 2 | 6  | 23 | 21 | +2  | 26  |
| 06. | Can Tho           | 16 | 8  | 1 | 7  | 26 | 20 | +6  | 25  |
| 07. | Sai Gon FC        | 16 | 6  | 6 | 4  | 22 | 19 | +3  | 24  |
| 08. | Binh Duong FC     | 16 | 6  | 5 | 5  | 26 | 21 | +5  | 23  |
| 09. | Quang Nam         | 16 | 5  | 8 | 3  | 25 | 21 | +4  | 23  |
| 10. | Sanna Khanh Hoa   | 16 | 6  | 4 | 6  | 20 | 20 | +0  | 22  |
| 11. | Song Lam Nghe An  | 16 | 4  | 6 | 6  | 22 | 23 | -1  | 18  |
| 12. | Hoang Anh Gia Lai | 16 | 4  | 3 | 9  | 20 | 32 | -12 | 15  |
| 13. | Log An            | 16 | 3  | 3 | 10 | 17 | 33 | -16 | 12  |
| 14. | Dong Thap         | 16 | 1  | 2 | 13 | 13 | 38 | -25 | 5   |

Pts = Puntos; PJ = Partidos jugados; G = Partidos ganados; E = Partidos empatados; P = Partidos perdidos; GF = Goles anotados; GC = Goles recibidos; Dif = Diferencia de goles

Actualizado hasta el 18 de julio de 2016. Fuente:
|  | Liga de Campeones 2017 (Play-Off) |
|  | Play-Off para la V.League 2 2017  |
|  | Descenso a la V.League 2 2017     |

## Estadísticas

### Goleadores
| Posición | Jugador         | Club              | Goles |
| -------- | --------------- | ----------------- | ----- |
| 1        | Hoàng Vũ Samson | Ha Noi T&T        | 9     |
| 2        | Gaston Merlo    | Da Nang FC        | 8     |
| 3        | Errol Stevens   | Hải Phòng         | 7     |
| 3        | Odah Marshal    | Song Lam Nghe An  | 7     |
| 3        | Pape Omar Faye  | Thanh Hoa FC      | 7     |
| 6        | Trịnh Duy Long  | Sài Gon FC        | 6     |
| 6        | Patiyo Tambwe   | XSKT Cần Thơ      | 6     |
| 6        | Rod Dyachenko   | Than Quảng Ninh   | 6     |
| 6        | Uche Iheruome   | Sanna Khanh Hoa   | 6     |
| 10       | Osmar Francisco | Hoang Anh Gia Lai | 5     |